# Schraderia gracilis
Schraderia gracilis is een vlokreeftensoort uit de familie van de Pontogeneiidae. De wetenschappelijke naam van de soort is voor het eerst geldig gepubliceerd in 1888 door Pfeffer.